# Killer of Sheep
Killer of Sheep è un film statunitense del 1977, ideato, scritto, prodotto e diretto da Charles Burnett. Lo stile del film è stato spesso comparato al neorealismo italiano.
Nel 1990 è stato inserito tra le pellicole preservate al National Film Registry, come film culturalmente, storicamente o esteticamente significativo.